# King of the Lost World
King of the Lost World is een Amerikaanse film uit 2005 van The Asylum met Bruce Boxleitner.

## Verhaal
Na een vliegtuigcrash op een mysterieus eiland moeten de overlevenden een wereld vol met gigantische schorpioenen, draken en een reuzengorilla weerstaan.

## Rolverdeling
| Acteur              | Personage            |
| ------------------- | -------------------- |
| Bruce Boxleitner    | Professor Challenger |
| Jeff Denton         | Ed Malone            |
| Rhett Giles         | John Roxton          |
| Sarah Lieving       | Rita Summerlee       |
| Christina Rosenberg | Dana                 |